# Иосиф (сын Иакова)
Ио́сиф (др.-евр. יוסף‬, 𐤉𐤅𐤎𐤐‬ [joːˈsip]; араб. يوسف‎ [juː.suf] — «Яхве прибавит») — персонаж Пятикнижия, сын библейского праотца Иакова от Рахили, отец Манассии и Ефрема.
В исламе соответствует Юсуфу.

## В Библии
Семнадцатилетний Иосиф пас скот вместе с единокровными братьями, сыновьями Валлы (служанки Рахили) и Зелфы (служанки Лии), доводя до Иакова худые слухи о них (Быт. 37:2). 
Старшие братья увидели, что отец любит Иосифа больше всех остальных, и возненавидели его (Быт. 37:4). Особенно после рассказов юноши о снах про снопы посреди поля, склонившиеся к нему, про солнце, луну и одиннадцать звезд, также поклонявшиеся ему (Быт. 37:9).
Однажды братья ушли пасти скот далеко. Иаков послал Иосифа посмотреть, как обстоят дела, и сообщить ему по возвращении. Братья, увидев приближающегося Иосифа, замыслили убить его. Однако старший — Рувим (сын Иакова от Лии), желая втайне спасти невинного младшего брата и вернуть его отцу, уговорил остальных не лишать Иосифа жизни, а бросить его в ров (Быт. 37:22). 

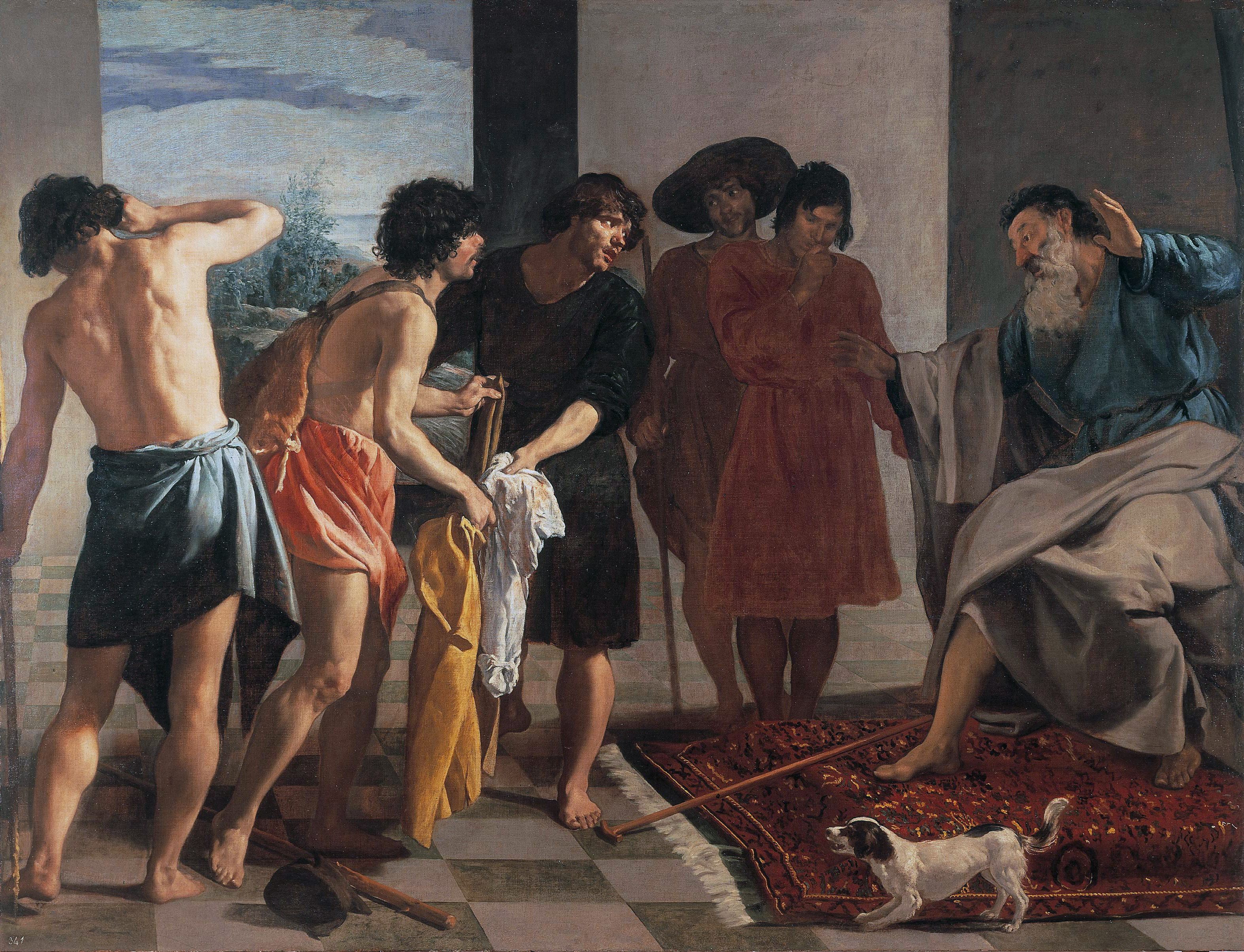
Принесение Иакову одежды Иосифа. Веласкес, Диего, 1630, Эскориал, Испания

Караван направлявшихся в Египет купцов измаильтян решил судьбу Иосифа, которого подняли из рва и продали за 20 сребреников по совету Иуды, четвёртого сына Иакова, от Лии (Быт. 37:28).
Братья испачкали в крови заколотого козла одежды Иосифа, чтобы отец поверил в смерть сына от хищного зверя (Быт. 37:31, 32).

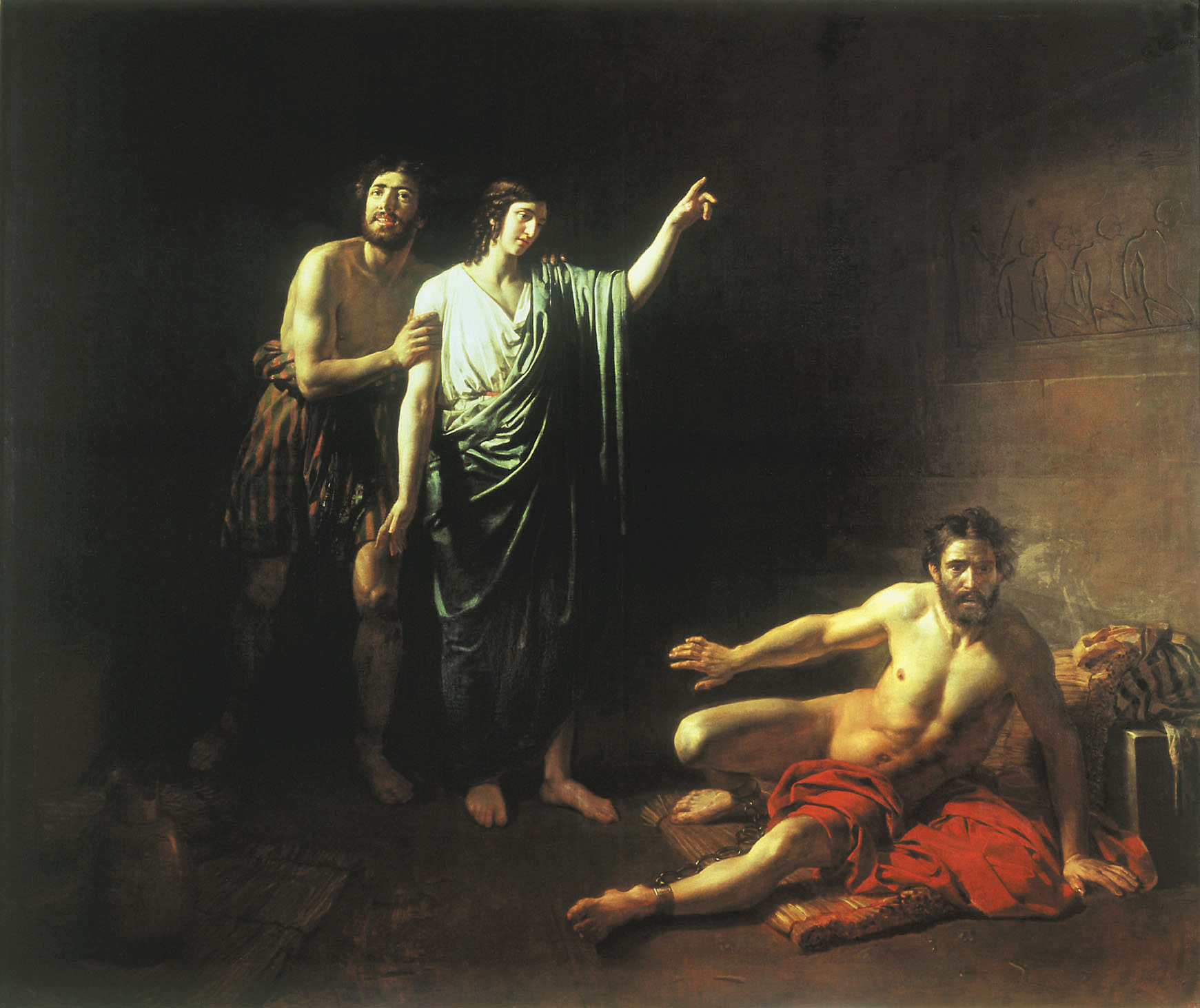
Иосиф, толкующий сны заключённым с ним в темнице виночерпию и хлебодару. Александр Иванов, 1827, ГРМ, Россия

В Египте честный Иосиф был заключён в темницу по наговору распутной жены своего хозяина Потифара, с которой он не захотел разделить ложе (Быт. 39:7—20).
В тюрьме Иосиф правильно истолковывает сны своих товарищей по несчастью — провинившихся перед фараоном виночерпия и хлебодара: виночерпию он предсказывает, что через три дня тот вернёт должность, а хлебодару, что тот будет казнён повешением. Предсказание сбылось. Иосиф попросил виночерпия вызволить его из тюрьмы, но тот позабыл данное обещание (Быт. 40).
Спустя два года фараону приснился странный сон, и тогда виночерпий вспомнил о Иосифе (Быт. 41:9—14).
Иосиф истолковал фараону сны о семи тучных коровах, которые были пожраны семью тощими, и о семи колосьях тучных и полных, которые были пожраны семью тощими. Он сказал, что эти два сновидения фараона предвещают: ближайшие семь лет будут плодородными, затем наступят семь лет голода (Быт. 41:26—31).

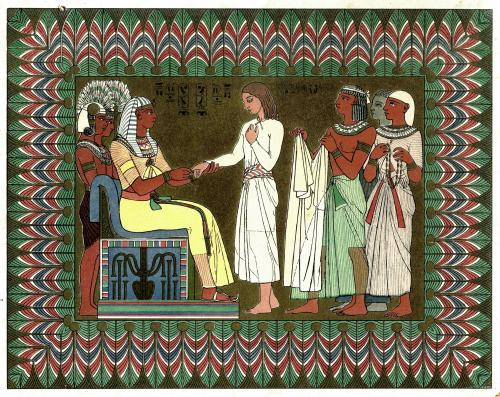
Фараон награждает Иосифа за толкование сна. Оуэн Джонс, иллюстрация, 1869

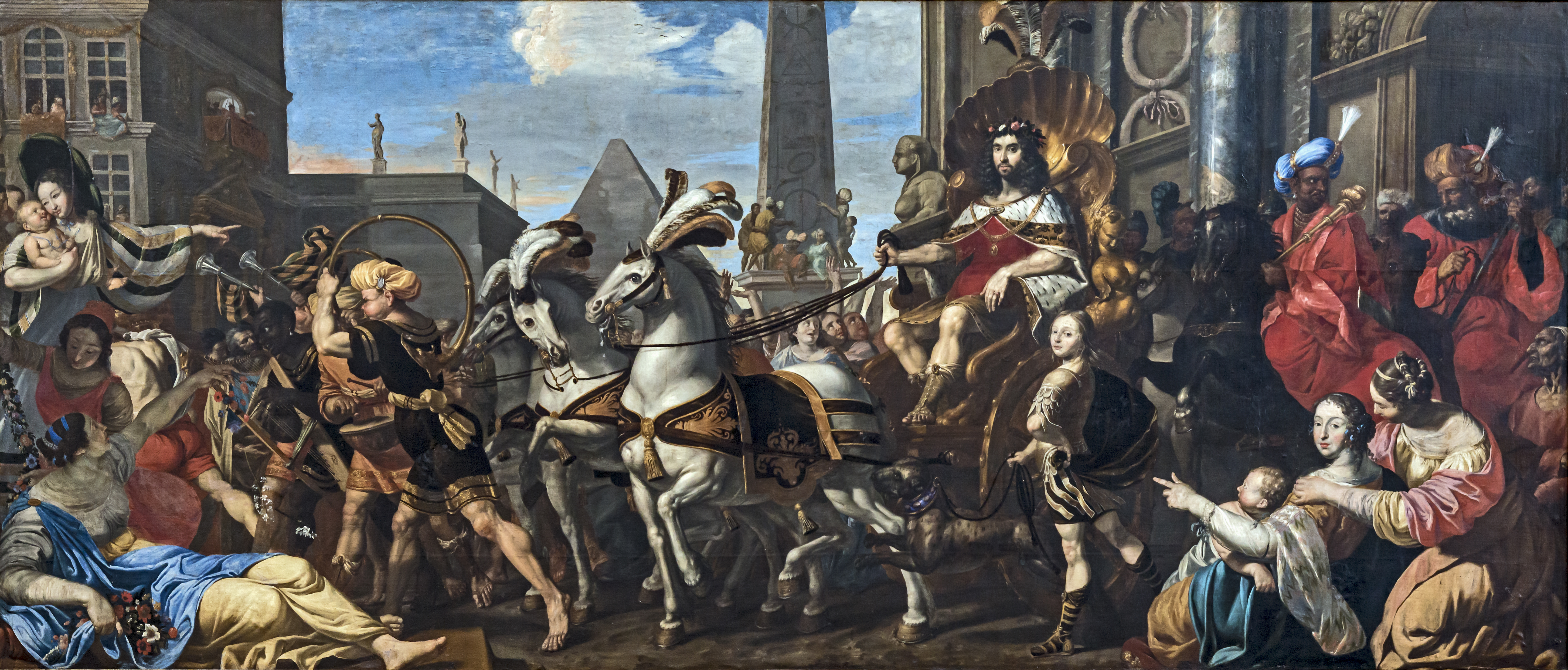
Триумф Иосифа. Илер Падер, 1657, Тулузский собор, Франция

Фараон поверил толкованию сна (Быт. 41:37—45), и оно сбылось. Он «поставил Иосифа над всей землёй Египетской» и сказал: «Без тебя никто не двинет ни руки своей, ни ноги своей, во всей земле Египетской» (Быт. 41:42). Фараон сделал его визирем Египта и, возможно, своим соправителем, нарёк имя Цафнаф-панеах и дал в жёны Асенефу, дочь Потифера, жреца Гелиополиса.
Прошли семь лет изобилия, и наступили семь лет голода, который был на всей земле. Иаков отправил сыновей в Египет, чтобы те купили хлеба. Иосиф, продававший хлеб, узнал своих братьев, но они его нет (Быт. 41:56 — Быт. 42:8). Желая увидеть своего младшего брата Веньямина, которого Иаков не отпустил в Египет, Иосиф пошёл на хитрость: он объявил своих братьев соглядатаими и, оставив в заложниках Симеона, отпустил братьев с хлебом с требованием вернуться и привести младшего брата (Быт. 42:9 — Быт. 42:38). 

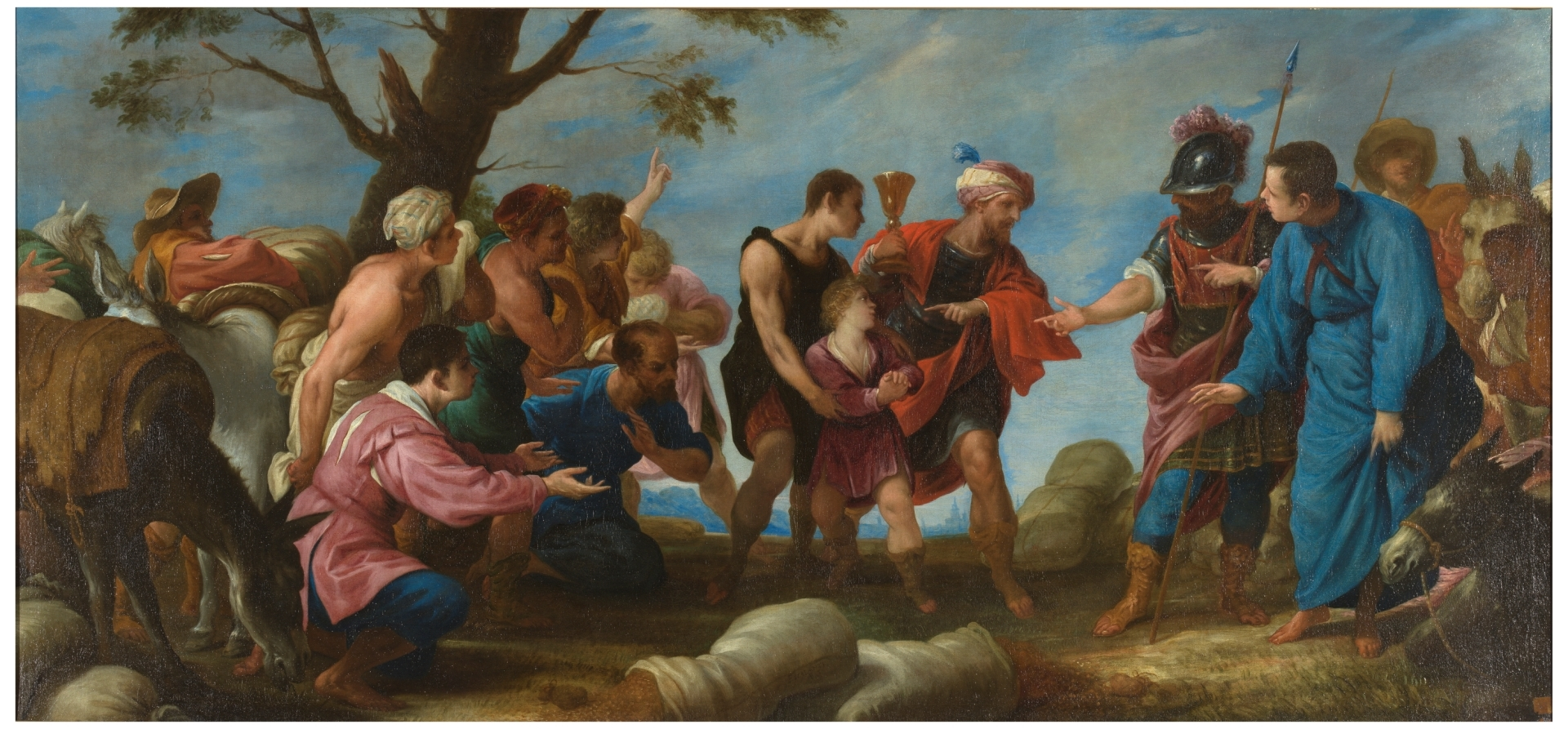
Чаша Иосифа, найденная в мешке Веньямина. Хуан Антонио де Фриас-и-Эскаланте. Холст, масло. 1668 год. Прадо, Мадрид

Голод усилился на земле, и Иаков вновь отправил своих сыновей в Египет за хлебом, отпустив вместе с ними и Веньямина. В ночь перед возвращением братьев в Ханаан Иосиф приказал начальнику своего дома подложить свою серебряную чашу в мешок Веньямина. Утром братья вместе с ослами, нагруженными хлебом, отправились обратно, а Иосиф послал за ними начальника своего дома. Чаша нашлась в мешке Веньямина. Иуда предложил себя в рабство Иосифу, сообщив что иначе Иаков умрёт от горя, потеряв и Веньямина. Тогда Иосиф не смог больше сдерживаться, открылся братьям и простил их (Быт. 43 — Быт. 45:12). 
Затем переселил весь род Израиля (70 человек по масоретскому тексту, и 75 в Септуагинте), с приведённым братьями по просьбе Иосифа престарелым отцом Иаковом во главе, в Египет, где фараон отвёл им для поселения округ Гесем (46:34, 47:27).
В течение всей своей жизни Иосиф покровительствовал своему роду, и даже после смерти Иакова, когда братья опасались, как бы он не отомстил им за их прежнюю жестокость, продолжал относиться к ним с братской любовью. Он скончался в возрасте 110 лет, и египтяне забальзамировали тело и положили в ковчег в Египте (Быт. 50:15—26). Оставил после себя двух сыновей — Манассию и Ефрема (Быт. 41:50—52).
Впоследствии, во время Исхода из Египта, Моисей вынес останки Иосифа, чтобы перезахоронить их в земле Израиля (Исх. 13:19).
Согласно Книге Иисуса Навина, кости Иосифа похоронили в Сихеме (Наблусе), на участке поля, которое купил Иаков у сынов Еммора, отца Сихемова, за сто монет и которое досталось в удел сынам Иосифовым (Нав. 24:32).

## Иосиф в исламе
Иосиф (Юсуф) — один из почитаемых пророков в исламе, отличавшийся необычайной красотой, а также способностью толковать сны. Истории его жизни посвящена 12-я сура Корана «Юсуф», состоящая из 111 аятов.
Одни мусульманские источники местом захоронения Иосифа в соответствии с Библией называют деревню Балата около Наблуса (Гробница Иосифа), другие — мечеть Харам-эль-Халиль (Пещера Патриархов) в Хевроне.

## Иосиф в еврейской традиции
В соответствии с агадическим мидрашем кости Иосифа согласно обещанию должны были быть вынесены в Землю Обетованную во время Исхода. Его ковчег из вод Нила поднял Моисей с помощью таблички со словами але шор (поднимись, бык) для перезахоронения на Земле Обетованной после её покорения племенем Израиля. Когда около горы Синай Аарон, надеясь сдержать волнения народа, бросил золото в огонь, в пламя была брошена и эта табличка. Слова «поднимись, бык» опять материализовались, но в ином смысле — Золотой телец поднялся из огня.
В каббале раскрывается соответствие Иосифа (Йосэфа) и сфиры йесод.

## Попытки исторической идентификации Иосифа
Записанная в XII веке до н. э. древнеегипетская сказка «Повесть о двух братьях» могла оказать влияние на появление библейской истории об Иосифе и жене Потифара.

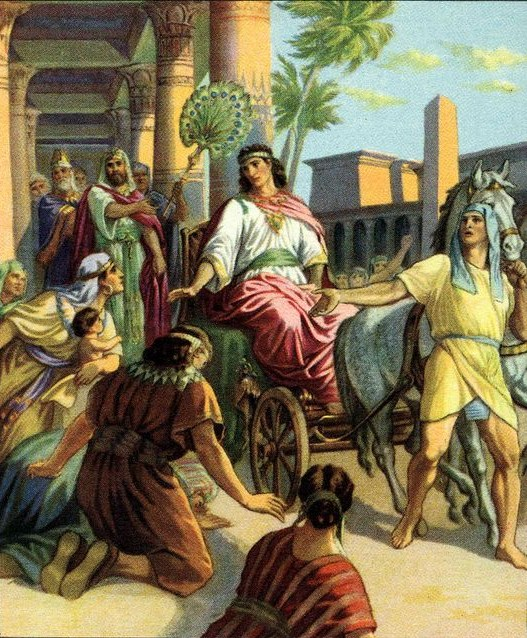
Иосиф стал визирем Египта. Иллюстрация, 1926

### Осарсиф
В литературе обращалось внимание на сходство имени Осарсифа с Иосифом, а также на то, что в рассказах (и о том, и о другом) видное место отводится сновидениям.

### Имхотеп
См. также: Имхотеп
На нильском острове Сехель Чарльзом Эдвином Уилбуром в 1889 году найдена надпись на гранитном камне, которому была придана формы стелы. Камень получил название Стела Голода. Во время первого перевода стелы считалось, что история семилетнего голода связана с библейской историей об Иосифе в Книге Бытия, где голод также продолжался на протяжении семи лет. Месопотамские легенды тоже говорят о семилетнем голоде, и в известном эпосе о Гильгамеше приводится пророчество о голоде в течение семи лет. Ещё одна египетская сказка рядом со Стелой Голода о длительной засухе появляется в так называемой «Книге Храма», которую перевёл немецкий египтолог и языковед Йоахим Фридрих Квак. Древние текстовые сообщения о фараоне Неферкасокаре (в конце второй династии) рассказывают о семилетнем голоде во время его правления.

### Ирсу
По мнению академика В. В. Струве, сириец Ирсу, захвативший власть в Египте в начале XII века до н. э., тождественен Иосифу. Эта гипотеза не нашла поддержки ни у западных, ни у отечественных историков.

### Канал Аменемхета IV
Согласно современному распространённому мнению, Иосиф был строителем Канала Иосифа (араб. ‎Бахр-Юсуф). Однако утверждается, что канал вырыт по приказу фараона Аменемхета IV.

## Иосиф в культуре
- «Легенда об Иосифе» — балет в постановке М. М. Фокина (1914) на музыку Р. Штрауса (Josephslegende, op. 63, 1912), написанный по заказу С. П. Дягилева для его труппы Русский балет Дягилева. Многие балетмейстеры осуществляли собственные постановки на эту музыку Штрауса.
- «Иосиф и его удивительный, разноцветный плащ снов» — мюзикл (1968).

### Кинематограф
- 1995 — телевизионный фильм «Иосиф» (Италия, США, Германия).
- 1995 — телевизионный фильм «Раб снов» (США).
- 2000 — мультфильм «Царь сновидений» (США).
- 2008 — телесериал «Пророк Юсуф» (Иран).
- 2014 — мини-сериал «Красный шатёр» (США).
- 2014 — мини-сериал «Иосиф из Египта» (Бразилия).